# غرونسفلد
غرونزفلد (بالألمانية: Grünsfeld) هي بلدة، مدينة وبلدة ألمانية تقع في ألمانيا في Regierungsbezirk Stuttgart.[بحاجة لمصدر] يقدر عدد سكانها بـ 3,792 نسمة .

## المدن التوأمة
مدن بفرايمد وGroßpostwitz هي مدن توأمة لـغرونزفلد.